# سیارک ۱۷۴۸۴
سیارک ۱۷۴۸۴ (به انگلیسی: 17484 Ganghofer، نامگذاری:1991RY4) هفده هزار و چهارصد و هشتاد و چهارمین سیارک کشف شده‌است که در ۱۳ سپتامبر ۱۹۹۱ کشف شد.
قدر مطلق سیارک برابر ۱۵٫۱۰ است.